# バレンタイン/ブロード・クリーク駅
バレンタイン・ブロードクリーク駅（英語：Ballentine / Broad Creek Station）は、バージニア州ノーフォークにある駅。